# Bestial Devastation
Bestial Devastation ist eine EP der brasilianischen Metal-Band Sepultura. Sie erschien 1990 und enthält Sepulturas Beitrag zur Split-Veröffentlichung Século XX/Bestial Devastation mit Overdose von 1985 sowie eine neu abgemischte Version des Titels Troops of Doom vom Debütalbum Morbid Visions.

## Entstehung
Zum Zeitpunkt der Aufnahmen für die Split-Veröffentlichung mit Overdose war die Band völlig unerfahren; die Stücke wurden mit übersteuerten Verstärkern aufgenommen und von der Band selbst produziert. Sie wurden ohne große Trommel aufgenommen, da Schlagzeuger Igor Cavalera kein Schlagzeugpedal besaß und nie eines verwendet hatte; er hatte das Schlagzeugspiel in den Jahren 1983 und 1984 mit ausschließlich einer kleinen Trommel, einer Boden-Tom und einem Becken erlernt.
Troops of Doom wurde im August, 1990 mit 16 Spuren in den JG Studios, BH, Brasilien von Gaugum aufgenommen, der auch der zuständige Toningenieur war. Der Titel wurde von Scott Burns abgemischt. Den Synthesizer spielte Henrique ein.

## Titelliste
1. The Curse – 0:39
2. Bestial Devastation – 3:06
3. Antichrist – 3:46
4. Necromancer – 3:52
5. Warriors of Death – 4:07
6. Troops of Doom – 3:19

## Musikstil und Texte
Die Musik wurde als „wirklich brutal“ beschrieben, die Instrumente und Produktion klingen sehr roh. Max Cavaleras Gesang besteht aus „manischen Death-Metal-Growls und bösen Schreien“. Sepulturas Texte sind in englischer Sprache gehalten und behandeln apokalyptische Szenarien, Satanismus, Tod und Zerstörung. Entsprechend ist das Material als Death Metal, früher Black Metal oder black-metal-beeinflusster Thrash Metal einzuordnen.

## Kritiken
iommi600 von Ultimate-Guitar.Com zufolge beeinträchtigt die schlechte Produktion das Hören des Albums nicht; es handle sich um eines der brutalsten Werke der Band, und Igor Cavalera sei für sein Alter wirklich gut. Die Texte seien nicht sehr beeindruckend, aber Max Cavaleras Gesang sehr kraftvoll.